# Sleiman
Sleiman Nejim (* 1982 im Libanon) ist ein dänischer Gangsterrapper mit palästinensischen Wurzeln.

## Biografie
Sleiman wurde im Flüchtlingslager Ein el-Hilweh bei Sidon geboren und kam als Kind nach Dänemark. Aufgewachsen ist er in Askerød (Hundige). Früh riss er von seinem gewalttätigen Vater aus, brach die Schule ab und schloss sich den Bloodz an, einer Straßenbande aus dem Einwandererumfeld. Nach einer kriminellen Karriere mit Bandenkrieg mit schweren Straftaten bis hin zu Mordversuch und einem Mordanschlag mit Schussverletzungen auf ihn selbst, ließ er das Milieu hinter sich. Der Politikautor Olav Hergel schrieb eine Biografie seiner Karriere mit dem Titel Men vi blev onde, zu deutsch etwa Aber wir waren böse, die 2012 erschien.
Sleiman selbst wandte sich der Rapmusik zu und verarbeitete seine Vergangenheit auch in seinen Texten. 2016 hatte er einen Hit mit dem Song Bomaye. Der Titel ist an den aus dem Boxkampf zwischen Muhammad Ali und George Foreman bekannt gewordenen Anfeuerungsruf „Boma ye“ – töte ihn – abgeleitet. Im Lied geht es um einen Jungen, der in einem gestohlenen Auto mit einer Waffe durch Nørrebro fährt. Die Single, an der auch Livid von Kaliber und das Duo Mellemfingamuzik beteiligt waren, erreichte Platz eins der dänischen Charts.

## Diskografie
Alben
- Bomaye (2016)

Lieder
- Syndflod (mit Db King & Jimilian, 2015, DK: Gold)
- Bomaye (feat. Livid og Mellemfingamuzik, 2016)
- Fundament (feat. Gilli og Young, 2016)
- Alt eller intet (feat. Gilli, 2016)
- For evigt ung (2016)
- Don Diego (2017)
- Camouflage (feat. Carmon & Fouli, 2017)
- Chico (2017)
- Sicario (2017)
- Laila  (feat. Jimilian, 2017)
- Dunya (feat. Q, 2018)
- Caliente (feat. Kontra K, 2019)
- R.E.D. (feat. Gilli & 6ix9ine, 2019)